# 西岸集团
上海西岸开发 (集团) 有限公司是中華人民共和國上海市一家国有独资企业集团，主要负责徐汇滨江地区的综合开发。公司成立于2012年，下轄上海徐汇土地发展有限公司、上海西岸传媒港开发建设有限公司等數十家子公司。